# Alegeri legislative în Austria, 1953
Alegerile pentru Consiliul Național Austriac din 1953 au fost primele alegeri ale Consiliului Național după cel de-al Doilea Război Mondial, în urma cărora Partidul Socialist a reușit să câștige majoritatea voturilor, cu toate că Partidul Popular Austriac a ocupat majoritatea locurilor. Coaliția dintre cele două partide a fost continuată de Cancelarul Julius Roob înlocuindu-l pe Leopold Figl, care a fost nevoit să demisioneze datorită criticilor propriului partid, iar Adolf Scharf rămâne vice-cancelar în Partidul Socialist.
| Partide                                                     | Voturi    | +/-      | %     | +/-  | Locuri | +/- |
| ----------------------------------------------------------- | --------- | -------- | ----- | ---- | ------ | --- |
| Partidul Popular(Österreichische Volkspartei)               | 1,781,777 | -64,804  | 41.26 | -2.7 | 74     | -3  |
| Partidul Socialist(Sozialistische Partei Österreichs)       | 1,818,517 | +194,993 | 42.11 | +3.4 | 73     | +6  |
| Partidul Electoral Independent(Wahlpartei der Unabhängigen) | 472,866   | -16,407  | 10.95 | -0.8 | 14     | -2  |
| Partidul Comunist(Kommunistische Partei Österreichs)        | 228,159   | +15,093  | 5.28  | +0.2 | 4      | -1  |
| Altele                                                      | 17,369    | -        | 0.40  | -    | 0      | -   |
| Total (94.2%;-2.6%)                                         | 4,318,688 | -        | 100.0 | -    | 165.   |     |